# ハッピーエンド (1999年の映画)
『ハッピーエンド』（原題：해피엔드、英題：Happy End）は、1999年公開の韓国映画。

## 概要
監督のチョン・ジウはこの作品が初監督作品であり、脚本も書いている。主演のチェ・ミンシク、チョン・ドヨン、助演のチュ・ジンモも数々の賞を得ている。この映画は興行的にも成功した。公開当時にはチョン・ドヨン、チュ・ジンモの大胆なベッドシーンが話題となった。

## キャスト
- ソ・ミンギ：チェ・ミンシク
- チェ・ボラ：チョン・ドヨン
- キム・イルボム：チュ・ジンモ
- イ・ミヨン（ミンギの友人）：ファン・ミソン
- 古本屋の店主主人：チュ・ヒョン

## ストーリー
英語学院を運営するチェ・ボラ（チョン・ドヨン）は、大学時代の恋人で軍入隊で別れたキム・イルボム（チュ・ジンモ）に偶然に再会してからというもの、夫に隠れて彼との密会を繰り返していた。夫であるソ・ミンギ（チェ・ミンシク）は、長年勤めた銀行を整理解雇され、有能な妻の稼ぎに頼り切った生活をしている。忙しい妻の代わりに生後5ヶ月になる娘の面倒はみているものの、古本屋で小説を読んだり、ＴＶのメロドラマを見たりして、久し振りの閑静な時間を楽しんでいる節がある。そんなミンギに不満を募らせたボラはイルボムの身体にのめり込んでいくが、ミンギが不倫の事実に気づいてしまった。互いに違うハッピー・エンドを夢見た男女の愛と執着の三角関係は、不倫の発覚を機に急展開していく…。

## 受賞ほか
- 第53回(2000)カンヌ国際映画祭「国際批評家週間」公式出品
- 第36回(2000)シカゴ国際映画祭コンペ部門
- 第20回(2000)ハワイ国際映画祭
- 第21回(2002)香港金像奨「最高アジア映画賞」部門招待
- 第45回(2000)アジア太平洋映画祭主演男優賞（チェ・ミンシク）
- 第37回(2000)大鐘賞助演男優賞（チュ・ジンモ）
- 第20回(2000)映画評論家協会賞女優主演賞（チョン・ドヨン） /  新人監督賞（チョン・ジウ）
- 第1回(2000)釜山映画評論家協会賞主演女優賞（チョン・ドヨン）
- 第8回(2000)春史映画芸術賞主演女優賞（チョン・ドヨン）
- 第22回(2002)Fantasporto国際映画祭プレミア＆パノラマ部門